# Џибрил Сидибе
Џибрил Сидибе (фр. Djibril Sidibé; Троа, 29. јул 1992) је француски фудбалер који тренутно наступа за грчки АЕК. Наступао је и за репрезентацију Француске.

## Клупска каријера
Сидибе игра на позицији одбрамбеног играча, али може играти и као везни играч. Каријеру је започео у ФК Троа, 2000. године. Прву утакмицу за клуб одиграо је у сезони 2009/10, у Трећој лиги Француске. Прву утакмицу као професионалац одиграо је 17. септембра 2010. године против Гренобла.

### Лил
Након што је са ФК Троа успео да се пласира у Прву лигу Француске, Сидибе је потписао за Лил у јулу 2012. године. Прву утакмицу за нови тим одиграо је 25. августа 2012. године на мечу против Нице, када је постигао и први гол. У сезони 2012/13 Лиге шампиона на мечу против Бате Борисова, помогао је свом тиму да дође до победе.

### Монако
Уговор са Монаком потписао је 8. јула 2016. године, на пет година.

## Репрезентативна каријера
Био је у саставу сениорске селекције Француске први пут за Европско првенство у фудбалу 2016. године.
Прву утакмици за репрезентацију Француске одиграо је 1. септембра 2016. године, а први гол постигао је на пријатељском мечу против репрезентације Енглеске, 13. јуна 2017. године.
У мају 2018. године добио је позван да игра за репрезентацију Француске, на Светском првенству у фудбалу 2018. одржаном у Русији.

## Статистика каријере

### Клупска
До 7. априла 2018.
| Клуб              | Сезона            | Лига | Лига | Национални куп | Национални куп | Лига куп | Лига куп | Европа | Европа | Остало | Остало | Укупно | Укупно |
| Клуб              | Сезона            | Ута  | Гол  | Ута            | Гол            | Ута      | Гол      | Ута    | Гол    | Ута    | Гол    | Ута    | Гол    |
| ----------------- | ----------------- | ---- | ---- | -------------- | -------------- | -------- | -------- | ------ | ------ | ------ | ------ | ------ | ------ |
| Троа              | 2009/10           | 1    | 0    | 0              | 0              | 0        | 0        | —      | —      | —      | —      | 1      | 0      |
| Троа              | 2010/11           | 6    | 0    | 0              | 0              | 0        | 0        | —      | —      | —      | —      | 6      | 0      |
| Троа              | 2011/12           | 34   | 1    | 3              | 0              | 1        | 0        | —      | —      | —      | —      | 38     | 1      |
| Троа              | Укупно            | 41   | 1    | 3              | 0              | 1        | 0        | 0      | 0      | 0      | 0      | 45     | 1      |
| Лил               | 2012/13           | 14   | 1    | 2              | 0              | 1        | 1        | 3      | 1      | —      | —      | 20     | 3      |
| Лил               | 2013/14           | 20   | 0    | 3              | 0              | 1        | 0        | —      | —      | —      | —      | 24     | 0      |
| Лил               | 2014/15           | 25   | 2    | 1              | 0              | 3        | 0        | 3      | 0      | —      | —      | 32     | 2      |
| Лил               | 2015/16           | 37   | 4    | 2              | 0              | 4        | 2        | —      | —      | —      | —      | 43     | 6      |
| Лил               | Укупно            | 96   | 7    | 8              | 1              | 9        | 3        | 6      | 1      | 0      | 0      | 119    | 11     |
| Монако            | 2016/17           | 29   | 2    | 2              | 0              | 4        | 0        | 12     | 1      | —      | —      | 47     | 3      |
| Монако            | 2017/18           | 24   | 2    | 1              | 0              | 3        | 0        | 3      | 0      | 1      | 1      | 32     | 3      |
| Монако            | Укупно            | 53   | 4    | 3              | 0              | 7        | 0        | 15     | 1      | 1      | 1      | 79     | 6      |
| Укупно у каријери | Укупно у каријери | 190  | 12   | 14             | 1              | 17       | 3        | 21     | 2      | 1      | 1      | 243    | 18     |

### Репрезентативна
До 26. јуна 2018.
| Национални тим | Год    | Ута | Гол |
| -------------- | ------ | --- | --- |
| Француска      | 2016   | 6   | 0   |
| Француска      | 2017   | 8   | 1   |
| Француска      | 2018   | 4   | 0   |
| Укупно         | Укупно | 18  | 1   |

### Голови за репрезентацију
До 23. марта 2018.
| Бр. | scope=col Датум | Локација                           | Противник | Гол | Резултат | Такмичење            |
| --- | --------------- | ---------------------------------- | --------- | --- | -------- | -------------------- |
| 1   | 13. јун 2017.   | Стад де Франс, Сен Дени, Француска | Енглеска  | 2–1 | 3–2      | Пријатељска утакмица |